# Баратов, Холбобо
Холбобо Баратов (англ. Холбобо Баротов; 1906 год, кишлак Селбур, Бухарский эмират — 1959 год, Гиссарский район, Таджикская ССР) — председатель колхоза «Ленинград» Шахринауского района Таджикской ССР. Герой Социалистического Труда (1957). Депутат Верховного Совета Таджикской ССР 3-го созыва.

## Биография
Родился в 1906 году в крестьянской семье в кишлаке Селбур. До 1929 года трудился пастухом. С 1929 года — рядовой колхозник, счётовод, заведующий отделение хлопководческого колхоза «Ленинград» Шахринауского района. В 1929 году вступил в ВКП(б). В 1943 году назначен председателем колхоза «Ленинград» Шахринауского района. С 1949 по 1952 года — председатель кишлачного Совета Кадди-Джуйбар. С 1952 года вновь руководил колхозом «Ленинград». Благодаря его руководству колхоз ежегодно сдавал государству высокие урожаи хлопка-сырца. За выдающиеся трудовые достижения был награждён в 1954 году Орденом Трудового Красного Знамени.
Указом Президиума Верховного Совета СССР от 17 января 1957 года «за выдающиеся успехи, достигнутые в деле развития советского хлопководства, широкое применение достижений науки и передового опыта в возделывании хлопчатника и получение высоких и устойчивых урожаев хлопка-сырца» удостоен звания Героя Социалистического Труда с вручением ордена Ленина и золотой медали «Серп и Молот».
Избирался депутатом Верховного Совета Таджикской ССР 3-го созыва (1951—1955).
Руководил колхозом до своей скоропостижной кончины в 1959 году.
Награды
- Герой Социалистического Труда
- Орден Ленина
- Орден Трудового Красного Знамени (23.10.1954)
- Почётная грамота Президиума Верховного Совета Таджикской ССР
- Мастер хлопка Таджикской ССР.